# キーラーの空隙

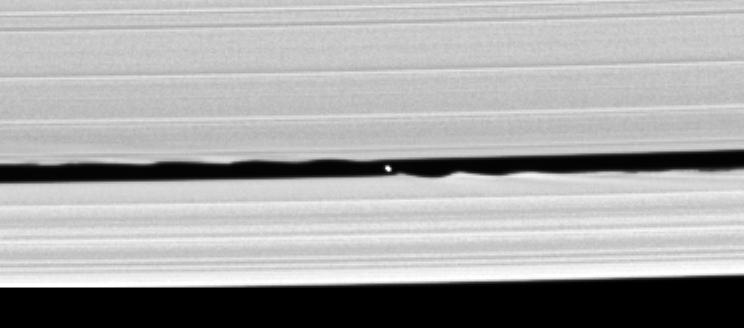
キーラーの空隙

キーラーの空隙（キーラーのくうげき）は、土星の環のうちA環内にある隙間のことをいう。キーラーの間隙（キーラーのかんげき）、キーラーの隙間（キーラーのすきま）ともいう。
土星の中心から136,530km（土星の半径の2.263倍）、A環の外縁から60分の1ほど内側にある。幅は35km。
土星の衛星の一つ、ダフニスが空隙の中を公転している。
天文学者ジェームズ・エドワード・キーラーが1888年にA環の外縁から5分の1ほどのところに隙間を発見したことを元に命名されたが、現在のキーラーの空隙は1980年にボイジャーによって発見されたものである。
キーラーが実際に発見したのは現在でいうエンケの間隙である。キーラーの空隙を地球から観測するのは不可能に近い。